# بارانداز آلبرت
بارانداز آلبرت (انگلیسی: Albert Dock) مجموعه‌ای از ساختمان‌های بارانداز و انبارها در لیورپول، انگلستان است.
این بارانداز که در سال ۱۸۴۶ تأسیس شده توسط جسی هارتلی و فیلیپ هاردویک طراحی شده و اولین ساختمانی در بریتانیا بوده که با چدن، آجر و سنگ ساخته شده و به دلیل استفاده نشدن از چوب اولین سیستم انبار غیرقابل اشتعال در جهان بوده‌است.
بارانداز آلبرت از مناطق مهم گردشگری در بریتانیا و خارج از شهر لندن محسوب میشود، این مجموعه به عنوان جزئی از تجارت دریایی لیورپول در سال ۲۰۰۴ در فهرست میراث فرهنگی یونسکو ثبت شده است.

## نگارخانه

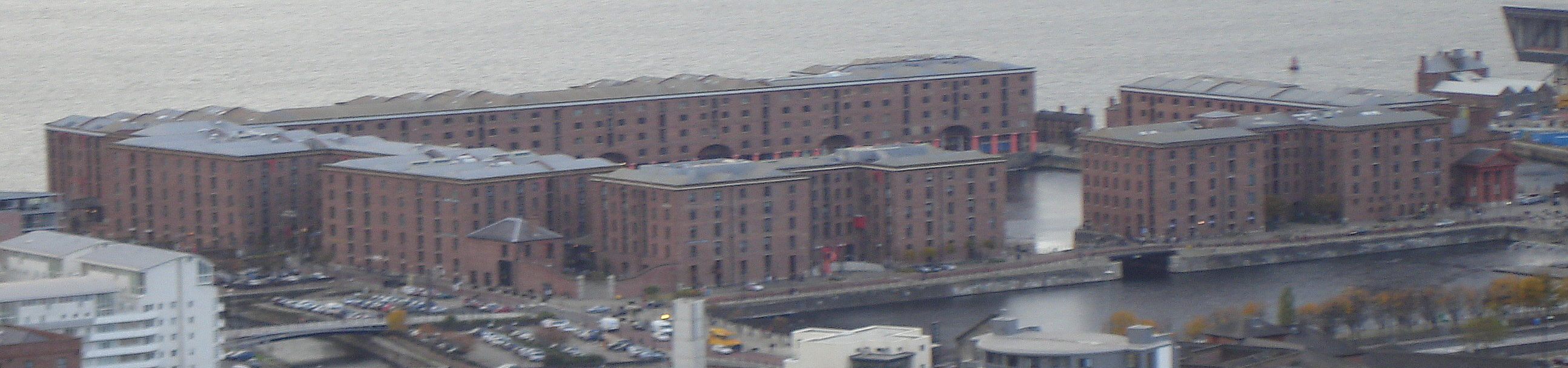
نمایی از بارانداز آلبرت از بالای کلیسای جامع لیورپول